# Erispoë
Erispoë (... – 857) è stato il secondo re di Bretagna, il primo ad essere incoronato, dal 851 alla sua morte.

## Origine
Erispoë era il figlio del primo re di Bretagna, Nominoë e della moglie di cui non si conoscono né il nome né gli ascendenti. Il futuro re, Salomone, era suo cugino, come risulta da un documento dello stesso Erispoë, in cui nomina sia il padre, Nominoë, che Salomone, definito cugino.

## Biografia
Nell'843, Erispoe, secondo la Chronica Rainaldi Archidiaconi Andegavensis, alla guida dei Bretoni, nelle vicinanze di Metiacumsi scontrò con Rinaldo di Nantes, che per il tradimento dello spergiuro di Lamberto II di Nantes, alleatosi con i Bretoni, fu sconfitto ed ucciso con tutti i suoi uomini
Dopo la morte del padre, Nominoë, nell'851, che, secondo il Fragmentum Chronicorum Fontanellensis, si trovava entro i confini del regno dei Franchi (nelle vicinanze di Le Mans) e, secondo il cronista franco, Reginone, avvenne per divina volontà, Erispoe ottenne il regno del padre.
In quello stesso anno (851), dopo essere salito al trono, Erispoe, secondo gli Annales Bertiniani, ad Angers, giurò fedeltà al re dei Franchi occidentali, Carlo il Calvo, poi però, secondo il Fragmentum Chronicorum Fontanellensis, fu affrontato dal re dei Franchi, Carlo il Calvo durante la battaglia perse diversi dei suoi tra cui un conte palatino, mentre i Bretoni catturati furono uccisi. Dopo lo scontro si pervenne ad un accordo di pace tra Erispoe e re Carlo, che permise a quest'ultimo di fare ritorno, nel suo regno, mentre a Erispoe furono cedute le città di Rennes e Nantes ed il Pays de Retz.
Nell'856, Erispoe fece definitivamente pace con Carlo il Calvo e secondo gli Annales Bertiniani, la pace fu suggellata dal fidanzamento della figlia primogenita di Erispoe col figlio primogenito di Carlo, Luigi o Ludovico, detto il Balbo, a cui fu donato il ducato del Maine, creato appositamente per Luigi, erede al trono dei Franchi occidentali.
Gli Annales Bertiniani, ricordano che Erispoe mori l'anno successivo (857), ucciso dal cugino, Salomone e da un altro Bretone, Almaro, che si erano ribellati al loro re. L'assassinio di Erispoe da parte di Salomone è confermato anche dalla Chronica Rainaldi Archidiaconi Andegavensis.
A Erispoe successe Salomone.

## Discendenza
Dalla moglie, Marmohec (in un documento della Cronaca di Nantes è citata col marito), di cui non si conoscono gli ascendenti, Erispoë ebbe 3 figli:
- una figlia di cui non si conosce il nome, che, secondo gli Annales Bertiniani, per suggellare la pace fu fidanzata con Luigi o Ludovico, detto il Balbo, figlio primogenito del re dei Franchi occidentali Carlo il Calvo[8].
- una seconda figlia di cui non si conosce il nome, che sposò Gurvant e fu madre di Judicael di Rennes, principe di Poher[2]
- Conan (?-dopo l'857), come risulta da un documento dello stesso Erispoë, in cui nomina sia il padre, Nominoë, che il cugino Salomone[2].

### Fonti primarie
- (LA)  Chroniques des Eglises d'Aniou.
- (LA)  Monumenta Germanica Historica, tomus I.
- (LA)  Monumenta Germaniae Historica, tomus II.
- (LA)  Annales Bertiniani.

### Letteratura storiografica
- René Poupardin, Ludovico il Pio, in «Storia del mondo medievale», vol. II, 1999, pp. 558–582.
- René Poupardin, I regni carolingi (840-918), cap. XIX, vol. II (L'espansione islamica e la nascita dell'Europa feudale) della Storia del Mondo Medievale, pp. 582–634.